# NRC Handelsblad
Le NRC Handelsblad (NRC pour Nieuwe Rotterdamse Courant), simplement le NRC depuis 2022, est un quotidien néerlandais publié pour la première fois le 1er octobre 1970. Il est le produit d'une fusion d'un quotidien amstellodamois, l'Algemeen Handelsblad, avec un quotidien rotterdamois, le Nieuwe Rotterdamse Courant.
Il est l'un des nombreux quotidiens néerlandais dits « du soir », qui paraît à midi chaque jour,.
En termes de diffusion, le NRC Handelsblad est le quatrième quotidien des Pays-Bas en 2016 avec un tirage de 135 764 exemplaires quotidiens. Il se positionne donc après De Telegraaf, l'Algemeen Dagblad et de Volkskrant.
Classé parmi les quotidiens néerlandais « de qualité », il est considéré comme élitiste, ainsi que disposant d'un lectorat politiquement modéré et originaire de la classe moyenne supérieure,. Sa ligne éditoriale est présentée par le journal lui-même comme étant non partisane, bien qu'ancrée dans une tradition libérale classique, une affiliation idéologique revendiquée dans l'acte de création du journal en 1970. La devise du journal est une citation latine, « Lux et Libertas », signifiant « Lumière et Liberté », qui fait notamment référence à l'esprit des Lumières auquel le journal se réfère.
Le journal est édité par le groupe NRC Media. Ce groupe appartient par le passé à PCM Uitgevers NV et appartient depuis 2015 au groupe de média belge Mediahuis.

## Publications

### nrc.next
En février 2006, NRC Handelsblad a lancé un journal du matin au format tabloïd : nrc.next. Ce quotidien vise un lectorat jeune et éduqué qui a habituellement un désintérêt pour la presse quotidienne. Ce journal va influencer NRC Handelsblad puisqu'à sa suite ce dernier abandonne le grand format pour le tabloïd en 2011. Puis, les deux journaux « fusionnent » en 2017 : nrc.next devient une édition du matin de NRC Handelsblad, qui quant à lui garde sa publication de journal du soir.